# Sindicatul IT Timișoara
Sindicatul IT Timișoara (SITT) este primul sindicat din România pentru persoanele care lucrează în sectorul IT și în externalizare. Reprezintă 3.000 de lucrători la patru firme diferite: Nokia, Wipro, Accenture și Atos.

## Istorie
SITT a fost înființat în 2009, când un membru francez al European Works Council de la Alcatel-Lucent (Nokia) a notificat lucrătorii români despre planurile companiei de a externaliza o treime din toate locurile de muncă către filiala din România a Wipro. SITT a organizat greve, a angajat o echipă de avocați (un gest rar în România) și a semnat un contract colectiv cu Alcatel-Lucent pe 22 decembrie 2009, cu câteva zile înainte de finalizarea externalizării. SITT continuă să reprezinte lucrătorii atât de la Alcatel-Lucent, cât și de la Wipro, adoptând o abordare geografică în loc de o abordare tipică între firme și întreprinderi a organizării muncii. În 2011, România și-a schimbat codul muncii, ridicând pragul pentru companii de recunoaștere a sindicatelor la 50% dintre lucrători. În 2012, SITT a câștigat reprezentarea lucrătorilor la Accenture. În 2017, lucrătorii Atos au câștigat recunoașterea legală de către SITT.

## Afiliere
SITT este afiliat Confederației Naționale Sindicale Cartel Alfa și federației sindicale globale UNI Global Union.